# Jakub Fiala
Jakub Paul Fiala detto Jake (Praga, 24 maggio 1975) è un ex sciatore alpino e sciatore freestyle statunitense, vincitore della Nor-Am Cup di sci alpino nel 2000.

## Biografia

### Stagioni 1997-2002
Attivo inizialmente nello sci alpino, Fiala, originario di Breckenridge, ottenne il primo podio in Nor-Am Cup il 6 dicembre 1996 a Lake Louise in discesa libera (3º); esordì in Coppa del Mondo il 27 novembre 1998 ad Aspen in supergigante, senza completare la gara, e ai Campionati mondiali a Vail/Beaver Creek 1999, dove si classificò 28º nella discesa libera e 16º nella combinata.
Conquistò la prima vittoria in Nor-Am Cup il 27 febbraio 2000 a Snowbasin in supergigante e al termine di quella stagione 1999-2000 si aggiudicò il trofeo continentale nordamericano; l'anno dopo ai Mondiali di Sankt Anton am Arlberg 2001 si classificò 12º nella combinata e non completò la discesa libera, mentre ai XIX Giochi olimpici invernali di Salt Lake City 2002, sua unica presenza olimpica, si piazzò 27º nella discesa libera e 19º nella combinata.

### Stagioni 2003-2009
Ai Mondiali di Sankt Moritz 2003, sua ultima presenza iridata, fu 12º nella discesa libera e 28º nel supergigante; nello stesso anno ottenne il miglior piazzamento in Coppa del Mondo, il 7 dicembre a Vail/Beaver Creek in supergiante (13º). In Nor-Am Cup conquistò l'ultima vittoria il 14 dicembre 2004 a Lake Louise in supergigante e l'ultimo podio il giorno successivo nelle medesime località e specialità (3º); prese per l'ultima volta il via in Coppa del Mondo il 24 gennaio 2005 a Kitzbühel in supergiante (40º) e si ritirò durante la stagione 2006-2007: la sua ultima gara nello sci alpino fu un supergigante FIS disputato il 24 gennaio a Beaver Creek, chiuso da Fiala al 3º posto.
Dalla stagione 2007-2008 si dedicò al freestyle, specialità ski cross. Esordì in Coppa del Mondo il 12 gennaio a Les Contamines classificandosi 9º: tale piazzamento sarebbe rimasto il migliore della carriera di Fiala nel massimo circuito internazionale, replicato il 9 marzo successivo a Meiringen/Hasliberg. Ai Mondiali di Iwanashiro 2009, sua unica presenza iridata nella disciplina, giunse 21º e si ritirò al termine di quella stessa stagione 2008-2009; la sua ultima gara fu la prova di Coppa del Mondo disputata a Meiringen/Hasliberg il 14 marzo, chiusa da Fiala al 23º posto.

## Palmarès

### Sci alpino

#### Coppa del Mondo
- Miglior piazzamento in classifica generale: 76º nel 2003

#### Nor-Am Cup
- Vincitore della Nor-Am Cup nel 2000
- 12 podi (dati parziali, dalla stagione 1994-1995):
  - 4 vittorie
  - 1 secondo posto
  - 7 terzi posti

##### Nor-Am Cup - vittorie
| Data             | Località    | Paese       | Specialità |
| ---------------- | ----------- | ----------- | ---------- |
| 27 febbraio 2000 | Snowbasin   | Stati Uniti | SG         |
| 29 febbraio 2000 | Whistler    | Canada      | SG         |
| 6 marzo 2000     | Whistler    | Canada      | DH         |
| 14 dicembre 2004 | Lake Louise | Canada      | SG         |

Legenda:

DH = discesa libera

SG = supergigante

#### Australia New Zealand Cup
- 1 podio (dati parziali, dalla stagione 1994-1995):
  - 1 terzo posto

#### Campionati statunitensi
- 4 medaglie:
  - 1 oro (supergigante nel 1999)
  - 2 argenti (discesa libera nel 2000; supergigante nel 2003)
  - 1 bronzo (supergigante nel 2004)

### Freestyle

#### Coppa del Mondo
- Miglior piazzamento in classifica generale: 85º nel 2008
- Miglior piazzamento nella classifica di ski cross: 25º nel 2008